# Historia de las representaciones eróticas

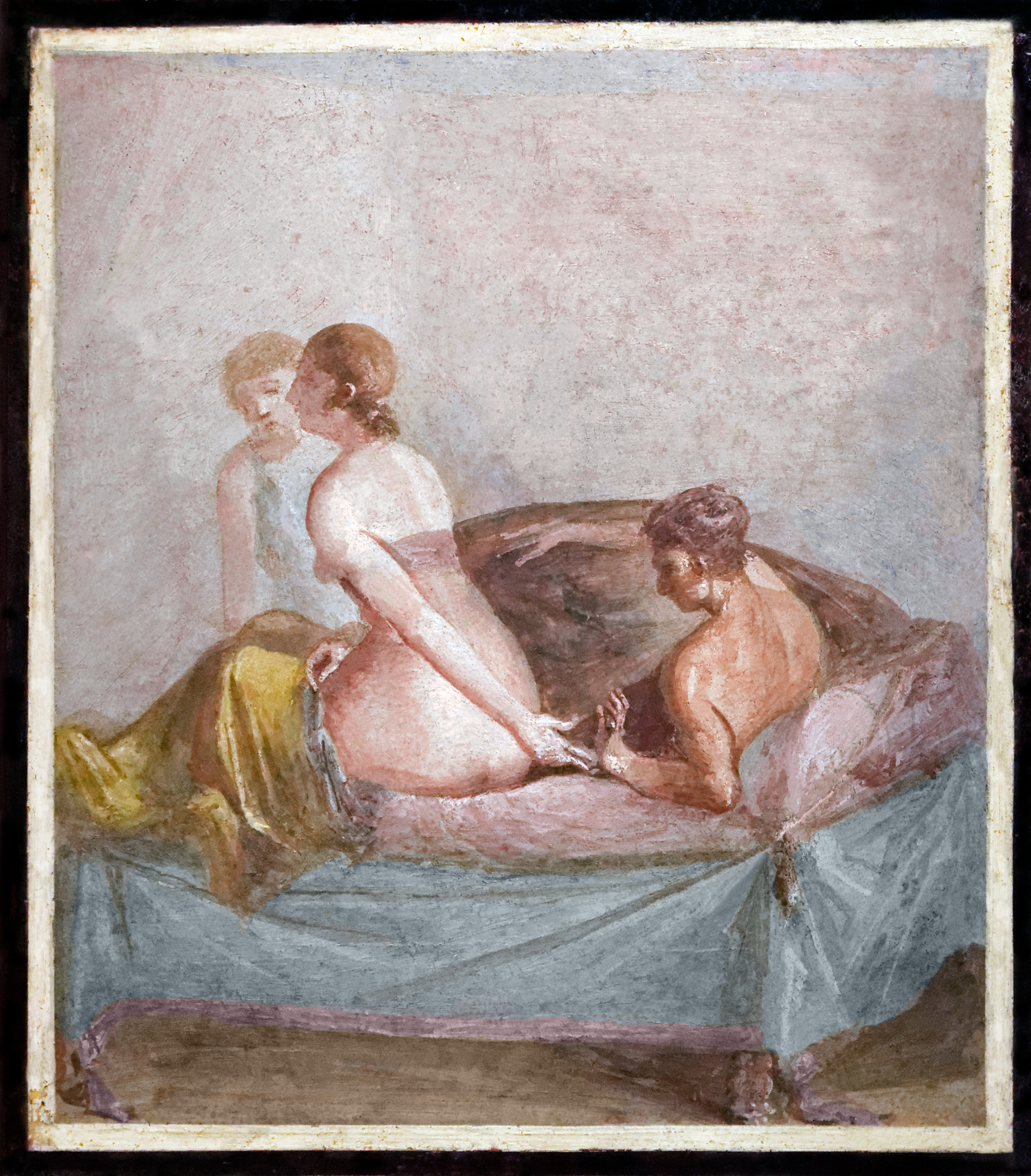
Escena erótica italiana encontrada en la antigua ciudad de Pompeya

Las representaciones eróticas incluyen pinturas, esculturas, fotografías, obras dramáticas, composiciones musicales y literarias que muestran escenas de naturaleza sexual. Han sido creadas por casi todas las civilizaciones, antiguas y modernas. Las culturas primitivas asociaban con frecuencia el acto sexual con fuerzas sobrenaturales y por ello sus religiones están entrelazadas con estas representaciones. En países asiáticos como India, Nepal, Sri Lanka, Japón y China las representaciones de sexo y arte erótico tienen significados espirituales específicos dentro de las religiones nativas del hinduismo, budismo, shinto y taoísmo. Los antiguos griegos y romanos produjeron mucho arte y decoración de naturaleza erótica, gran parte del mismo integrado con sus creencias religiosas y prácticas culturales.
En épocas más recientes, las representaciones eróticas han pasado de ser un artículo de lujo para unos pocos a una herramienta de propaganda y más tarde un producto cotidiano, e incluso un sustento para otros. A medida que las tecnologías de comunicación han evolucionado, cada nueva técnica, como la imprenta, la fotografía, el cine y las computadoras, ha sido adaptadas para mostrar y distribuir estas representaciones.

## Actitudes históricas hacia las representaciones eróticas

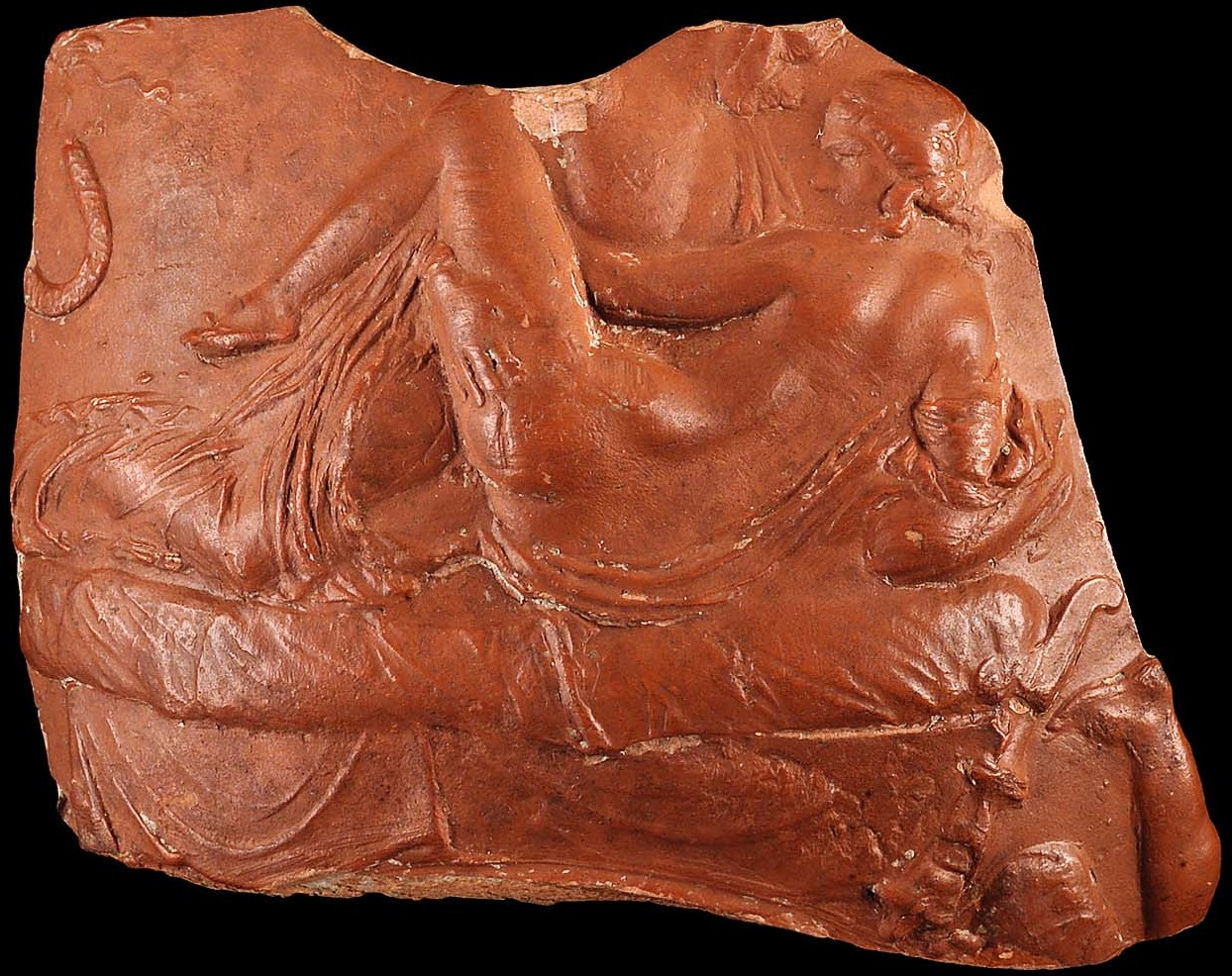
Cuenco romano con escena erótica, procedente de Arezzo.

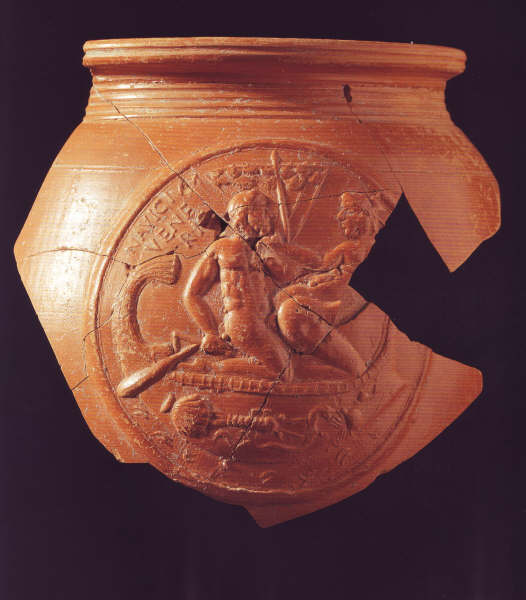
Vaso erótico de Lyon, Navigum Veneris, Periodo romano.

En tiempos primitivos, las representaciones eróticas eran a menudo un subconjunto del arte indígena o religioso de cada cultura, y como tales no eran apartadas ni tratadas de forma diferente al resto. El concepto moderno de pornografía no apareció hasta la época victoriana. Su definición actual fue añadida en los años 1860, reemplazando la anterior que aludía a escritos sobre prostitutas, y fue recogida por vez primera en un diccionario médico inglés de 1857, que la definía como «una descripción de las prostitutas o la prostitución, como cuestión de higiene pública». En 1864, la primera versión de la definición moderna había aparecido en el Webster's Dictionary: «ilustración licenciosa usada para decorar las paredes de las habitaciones consagradas a las orgías bacanales, ejemplos de las cuales se hallan en Pompeya». Esto fue el principio de los que hoy alude a imágenes explícitas en general. Aunque algunos actos sexuales específicos estaban regulados o prohibidos por leyes anteriores, la simple contemplación de objetos o imágenes representándolos no estuvo prohibida en ningún país hasta 1857. En algunos casos, la posesión de ciertos libros, grabados o colecciones de imágenes fue prohibida, pero la tendencia a dictar leyes que realmente restringían la visión de objetos sexualmente explícitos en general fue un concepto victoriano.
Cuando las excavaciones a gran escala de Pompeya se emprendieron en los años 1860, gran parte del arte erótico de los romanos salió a la luz, conmocionando a los victorianos, que se veían a sí mismo como herederos intelectuales del Imperio romano. No supieron qué hacer con las representaciones sexualmente explícitas y procuraron esconderlas de todos los que no formasen parte de la elevada clase de investigadores clásicos. Los objetos transportables fueron encerrados en el Gabinete Secreto del Museo Arqueológico de Nápoles, y los que no podían moverse fueron cubiertos o acordonados para que no corrompieran la sensibilidad de mujeres, niños y obreros. Las primeras leyes inglesas (y mundiales) criminalizando la pornografía fueron promulgadas con la aprobación de la Obscene Publications Act de 1857. A pesar de su ocasional represión, las representaciones de temas eróticos han sido comunes durante miles de años.

## Representaciones primitivas

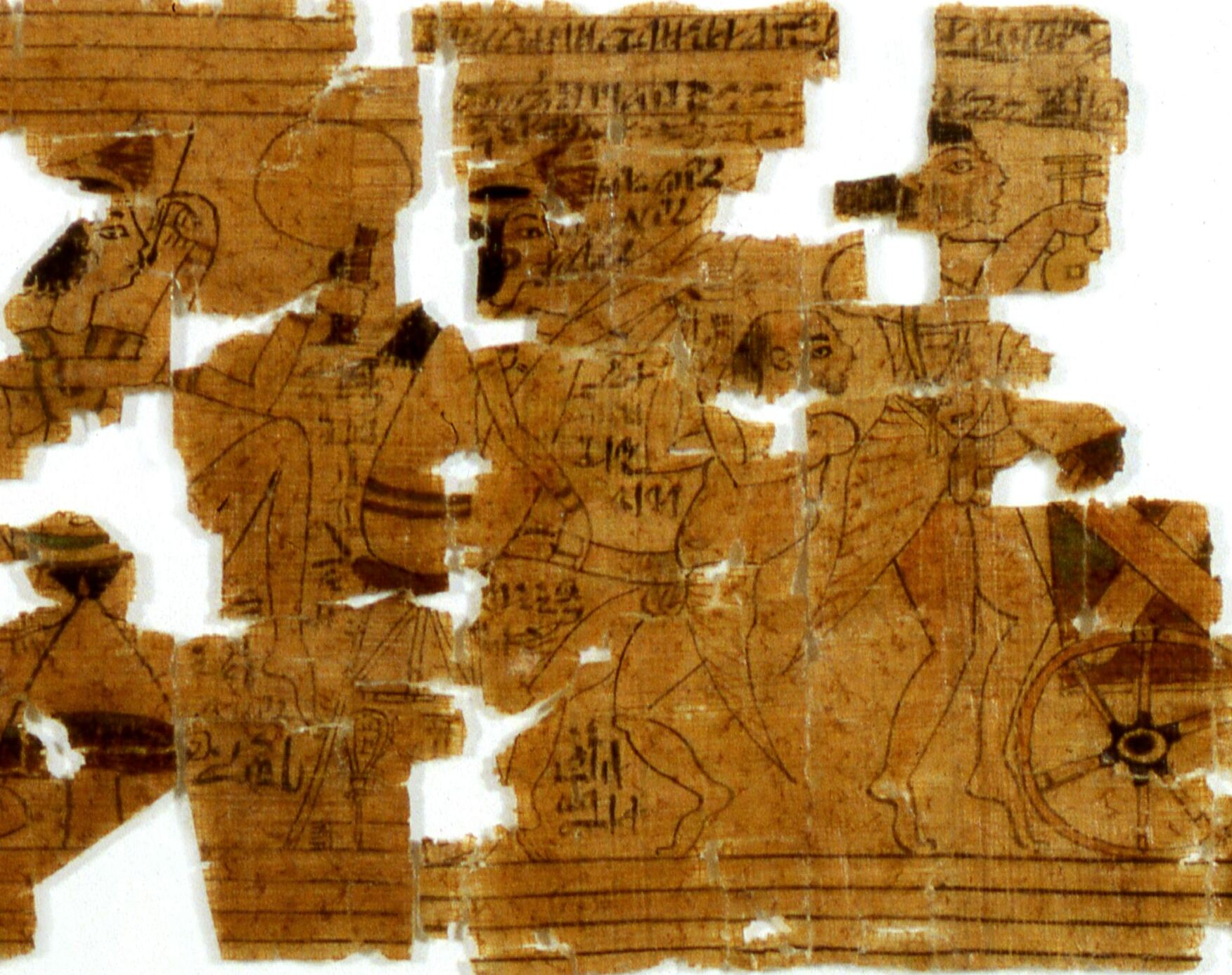
Papiro erótico y satírico de Turín, donde se pueden apreciar escenas con representaciones eróticas. Der el-Medina, Reino Nuevo, Dinastía XX, Egipto (1186 - 1070 a. C.). Artículo C.2031 del Museo de Turín.

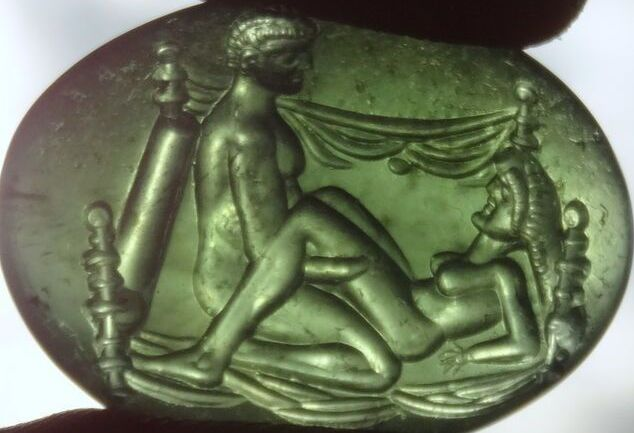
Joya Romana Antigua con escena erótica

Entre los ejemplos más antiguos conservados de representaciones eróticas están los grabados y pinturas rupestres paleolíticas. Algunas de las imágenes más comunes son de animales, escenas de caza y representaciones de genitales humanos (que se cree son símbolos de fertilidad). Los seres humanos desnudos con características sexuales exageradas aparecen en algunas pinturas y objetos paleolíticos (como Venus paleolíticas). El arte rupestre recientemente descubierto en Creswell Crags (Inglaterra), del que se cree que tiene más de 12 000 años de antigüedad, incluye algunos símbolos que pueden ser versiones estilizadas de los genitales femeninos. Sin embargo, no hay indicios de que se hicieran para la estimulación erótica, por lo que es mucho más probable que se trate de objetos usados en rituales religiosos. Arqueólogos alemanes informaron en abril de 2005 que habían hallado lo que creían que era una escena de 7200 años de antigüedad representando una figura masculina inclinada sobre otra femenina en una forma sugestiva del acto sexual. La figura masculina fue bautizada «Adonis de Zschernitz». Sin embargo, no es seguro que el propósito de estos artefactos fuera la excitación sexual individual. Más bien, las imágenes pueden haber tenido una importancia espiritual y estado probablemente relacionadas con rituales de fertilidad.
Los antiguos griegos solían pintar escenas sexuales en su cerámica, siendo muchas de ellas famosas por suponer algunas de las representaciones más antiguas de relaciones homosexuales y pederastia. El arte griego retrata a menudo actividades sexuales, pero es imposible distinguir cuáles eran ilegales o inmorales para ellos, debido a que los antiguos griegos no contaban con el concepto de pornografía. Su arte simplemente refleja escenas de la vida diaria, algunas más sexuales que otras. Pueden verse falos esculpidos en lugares de culto tales como el templo de Dioniso en Delos, mientras un objeto doméstico cotidiano y protector era la herma, una estatua consistente en una cabeza sobre un pedestal cuadrado con un falo prominente delante. El ideal masculino griego tenía un pene pequeño, estética que más tarde adoptaron los romanos. Los griegos también crearon el primer ejemplo famoso de lesbianismo en Occidente, con el Himno a Afrodita de Safo y otras obras homoeróticas.
Se han hallado numerosas pinturas y esculturas sexualmente explícitas en los edificios romanos en ruinas de Pompeya y Herculano, si bien el propósito original de estas representaciones puede cambiar. Por una parte, en la «Villa de los Misterios» hay una escena de flagelación ritual que está claramente relacionada con un culto religioso, por lo que puede considerarse que esta imagen tiene una importancia más religiosa que ritual. Por otra, las pinturas explícitas en un burdel publicitan servicios sexuales en murales sobre cada puerta. En Pompeya se hallan falos y testículos grabados en las aceras para ayudar a los visitantes a orientarse en dirección al distrito de prostitución y entretenimiento, además de como decoración general. Los romanos consideraban las representaciones sexuales de buen gusto, y de hecho las pinturas reflejan las buenas costumbres y prácticas sexuales de su cultura, como en el caso de la copa Warren. Los actos sexuales que se consideraban tabú (como los que profanaban la pureza de la boca) se representaban en las termas buscando un efecto cómico. Los falos grandes se usaban a menudo cerca de las puertas de entrada, dado que eran un encantamiento de buena suerte, siendo común grabarlos en las casas. Uno de los primeros objetos excavados cuando se descubrió el complejo de Pompeya fue una estatua de mármol mostrando al dios Pan manteniendo relaciones sexuales con una cabra, una representación detallada de zoofilia considerada tan obscena que aún hoy en día sigue sin estar expuesta al público, conservándose en el Gabinete Secreto del Museo Arqueológico de Nápoles.

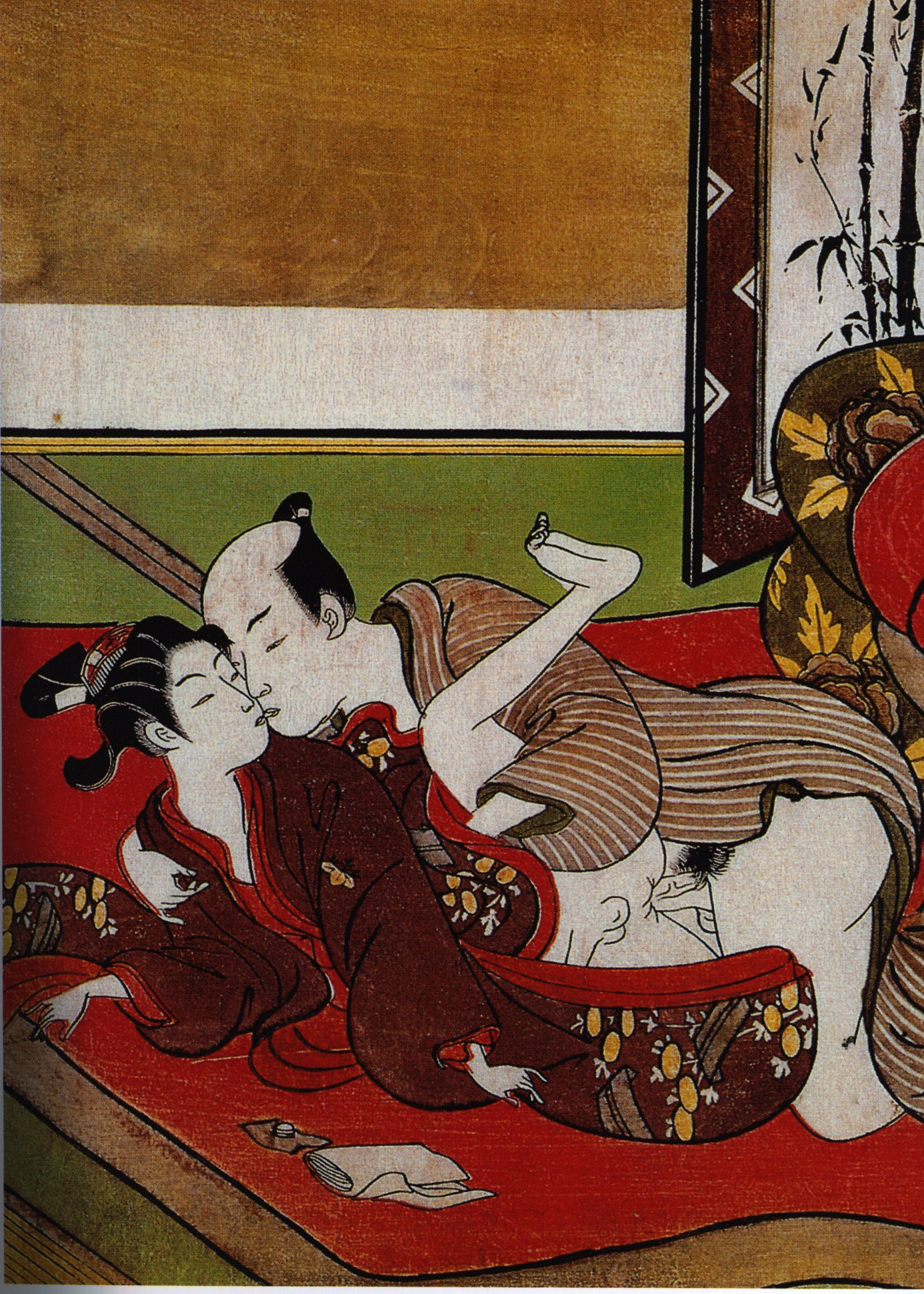
Shunga (Japón).

La cultura mochica de Perú fue otro pueblo antiguo que esculpió escenas de sexo explícito en su cerámica. Sin embargo, su finalidad era muy diferente a la de otras culturas primitivas. Los mochicas creían que el mundo de los muertos era el opuesto exacto del de los vivos. Por tanto, para las ofrendas funerarias, fabricaban vasijas mostrando actos sexuales, como masturbaciones, felaciones y sexo anal, que no resultaban en embarazos. Se esperaba que en el mundo de los muertos tendrían en significado opuesto y resultarían en fertilidad.

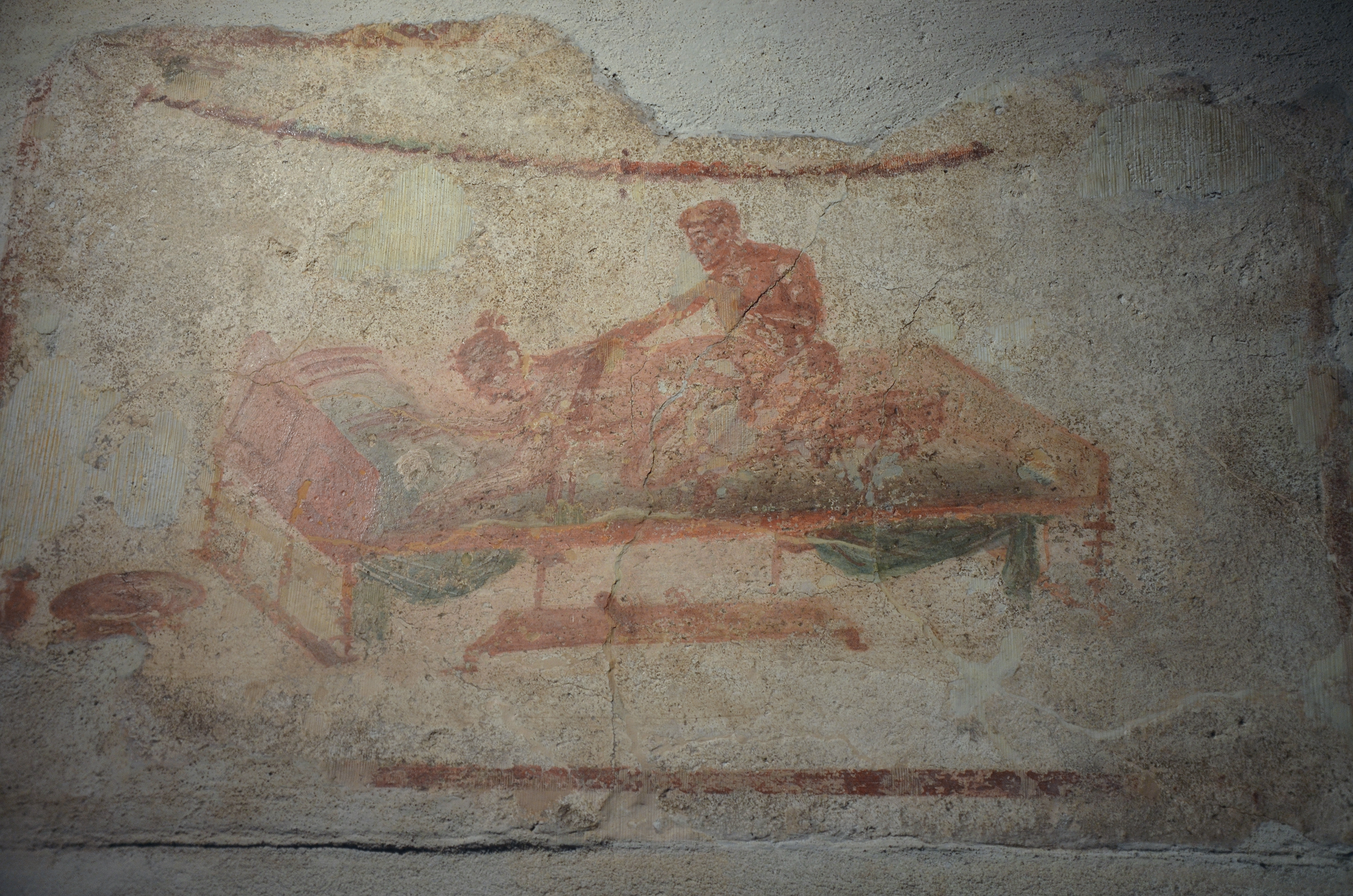
Fresco de pared con escena erótica en Lupanar, Pompeya.

Ha habido una larga tradición de pintura erótica en Oriente. Japón, China, la India, Persia y otros países produjeron copiosas cantidades de arte celebrando la facultad humana del amor. Las obras representan el amor entre hombres y mujeres así como entre personas del mismo sexo. En Japón, el arte erótico conoció sus mayores logros en el medio de la impresión de bloques de madera. El estilo conocido como shunga (春画 imágenes de primavera?) y algunos de sus primeros practicantes (como Harunobu o Utamaro) produjeron un gran número de obras. Los rollos de pergamino pintados a mano también fueron muy populares. El shunga apareció en el siglo XIII y siguió creciendo en popularidad a pesar de los intentos ocasionales por eliminarlo, el primero de los cuales fue una prohibición sobre los libros conocidos como kōshokubon (好色本?) dictada por el shogunato Tokugawa en Kyōhō 7 (1722). El shunga solo dejó de producirse cuando en el siglo XIX se inventó la fotografía.
La tradición erótica china también fue extensiva, con ejemplos de arte erótico fechados tan pronto como en la dinastía Yuan (1271-1368). El arte erótico chino alcanzó su cumbre durante la última parte de la dinastía Ming.
Tanto en China como en Japón, el erotismo jugó un papel importante en el desarrollo de la novela. La Historia de Genji, obra de una noble japonesa del siglo XI llamada a menudo «la primera novela del mundo», relata las muchas aventuras amorosas de su héroe en un lenguaje discreto pero carnal. Del siglo XVI chino, la aún más explícita Ciruelas en una vasija de oro ha sido considerada una de las grandes novelas clásicas de la literatura china. La Historia de Genji ha sido celebrada en Japón desde que fue escrita, pero las Ciruelas en una vasija de oro fue prohibida como pornografía durante gran parte de su historia, y reemplazada en la lista de novelas clásicas.
Las escenas eróticas en las miniaturas de manuscritos medievales también fueron comunes, aunque destinados solo a aquellos que podían costearse los extremadamente caros libros escritos a mano. La mayoría de estos dibujos aparecen en los márgenes de libros de horas. Muchos investigadores medievales creen que estas pinturas satisfacían las demandas medievales de imágenes eróticas y religión en un solo libro, pero la representación de sacerdotes y otras autoridades dedicados a actos sexuales sugiere también orígenes políticos.
No fue hasta la invención de la imprenta por Johannes Gutenberg cuando las imágenes sexualmente explícitas se pusieron en circulación masivamente en Occidente. Antes de esa época, las imágenes eróticas se hacían a mano y eran caras, estando limitadas a los hombres de clase alta, quienes deliberadamente las mantenían alejadas de la clase trabajadora, temiendo el efecto que tales cosas tendrían sobre la lujuria animal de los analfabetos. Incluso el Museo Británico tenía un Secretum lleno con una colección de arte erótico antiguo donado por el adinerado doctor George Witt en 1865. Los restos de esta colección, incluyendo sus álbumes de recortes, se siguen conservando en el Armario 55, si bien la mayoría de los mismos ha sido recientemente integrado en las otras colecciones del museo.

## Comienzos de la distribución masiva

### Imprenta

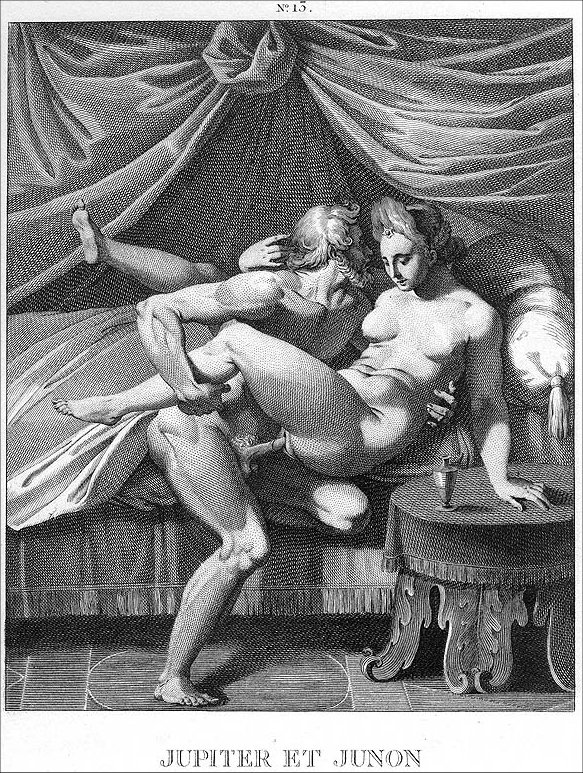
Grabado erótico supuestamente inspirado en Agostino Carracci (1557-1602).

En el siglo XVI un intento de imprimir material erótico provocó un escándalo cuando los italianos Pietro Aretino y Marcantonio Raimondi produjeron I Modi en 1524, un libro ilustrado con 16 posturas sexuales. Raimondi ya había llegado a publicar I Modi una vez antes, y fue posteriormente encarcelado por el papa Clemente VII, destruyéndose todas las copias de las ilustraciones. Raimondi basó los grabados en una serie de pinturas eróticas que Giulio Romano estaba haciendo por encargo para el Palazzo del Te en Mantua. Aunque las dos representaciones eran muy similares, solo Raimondi fue procesado porque sus grabados podían ser vistos por el público. Romano no supo de estos grabados hasta que Aretino fue a ver las pinturas originales mientras Romano estaba trabajando en ellas. Aretino compuso entonces dieciséis sonetos explícitos («tanto en tu conejo como en tu trasero, mi polla me hará feliz, y a ti feliz y contenta») para acompañar las pinturas y asegurar la excarcelación de Raimondi. I Modi fue entonces publicado por segunda vez, con los poemas y las ilustraciones, siendo la primera vez que se combinaban textos e imágenes eróticos, aunque el papa requisó de nuevo toda las copias que pudo encontrar. Raimondi eludió esta vez la prisión, pero la censura fue tan eficaz que ninguna copia original ha sido hallada nunca. El texto conservado es solo una copia de una copia que fue descubierta 400 años después.

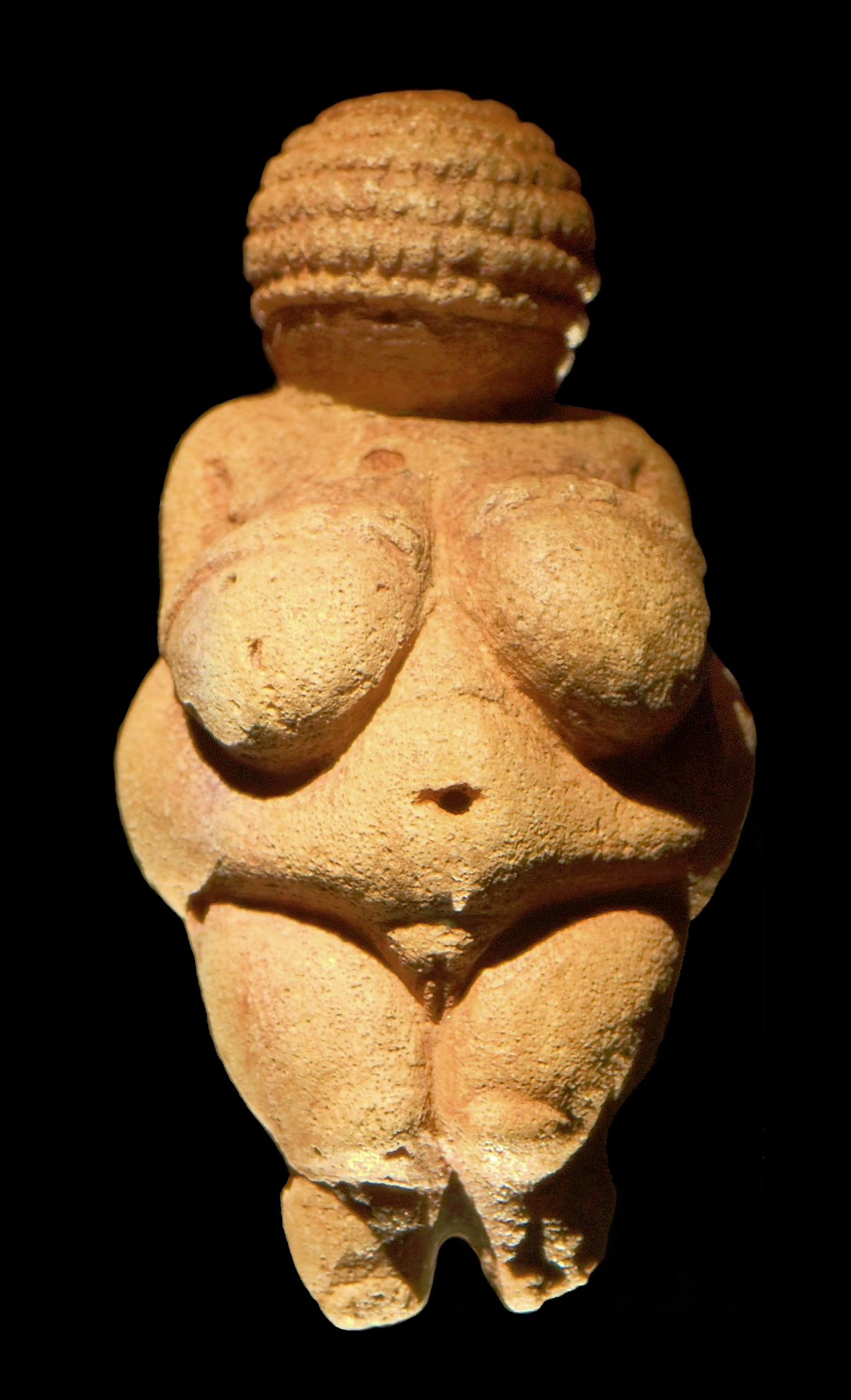
La Venus de Willendorf es una representación prehistórica.

En el siglo XVII comenzaron a circular numerosos ejemplos de literatura pornográfica o erótica, impresos principalmente en Ámsterdam y pasados de contrabando a los demás países europeos. Entre estos se cuentan L'Ecole des Filles, una obra francesa impresa en 1655 que está considerada entre los comienzos de la pornografía de Francia. Consiste en un diálogo ilustrado entre dos mujeres, una joven de 16 años y su más mundana prima, y sus discusiones explícitas sobre sexo. El autor permanece anónimo hasta la fecha, si bien algunos sospechosos sufrieron penas de prisión leves por la supuesta autoría de la obra. En su famoso diario, Samuel Pepys cuenta cómo compró una copia para la lectura solitaria y luego la quemó para que no fuese descubierta por su esposa: «el frívolo y pícaro libro, L'escholle de filles, que he comprado en encuadernación simple… pues he resuelto quemarlo tan pronto lo haya leído.»

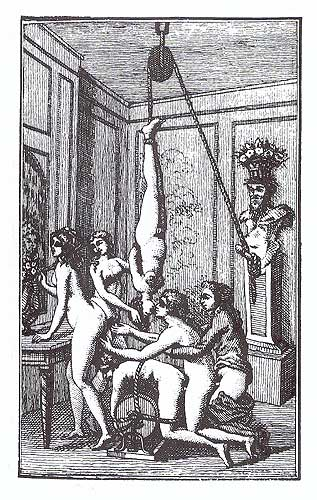
Ilustración de Justine o los infortunios de la virtud, del Marqués de Sade.

Durante la Ilustración, muchos de los librepensadores franceses empezaron a explotar la pornografía como medio de crítica y sátira social. La pornografía libertina era un comentario social subversivo dirigido a menudo contra la Iglesia católica y las actitudes generales de represión sexual. El mercado de estos panfletos baratos producidos en masa pronto pasó a ser la burguesía, haciendo que las clases altas se preocupasen, como en Inglaterra, porque la moral de las clases inferiores y los débiles mentales se corromperían, dado que las mujeres, esclavos y analfabetos eran vistos como especialmente vulnerables durante esa época. 
Las historias e ilustraciones (vendidas en las galerías del Palais Royal, junto con los servicios de prostitutas) eran a menudo anticlericales, llenas de sacerdotes, monjes y monjas indecorosos, una tradición que en Francia se prolongó hasta el siglo XX. En el periodo que fue hasta la Revolución francesa, la pornografía se usó también como comentario político: María Antonieta era a menudo objeto de fantasías que incluían orgías, actividades lésbicas y la paternidad de sus hijos, y circularon rumores sobre la supuesta insuficiencia sexual de Luis XVI. Durante y tras la Revolución se imprimieron las famosas obras del marqués de Sade. A menudo fueron acompañadas por ilustraciones y sirvieron de comentario político para su autor.
La respuesta inglesa a esto fueron las Memoirs of a Woman of Pleasure (más tarde abreviadas y retituladas Fanny Hill) escritas en 1748 por John Cleland. Aunque el texto satirizaba las convenciones literarias y las costumbres de moda en la Inglaterra del siglo XVIII, fue más escandaloso por retratar a una mujer, la narradora, disfrutando e incluso deleitándose con actos sexuales sin consecuencias físicas o morales graves. El texto es apenas explícito, pues Cleland escribió el libro entero usando eufemismos para los actos sexuales y las partes del cuerpo, usando hasta 50 diferentes solo para aludir al pene. Dos pequeños terremotos fueron atribuidos al libro por el obispo de Londres y Cleland fue arrestado y brevemente encarcelado, pero Fanny Hill siguió publicándose y es uno de los libros más reimpresos en idioma inglés. Sin embargo, no fue legal poseer una copia en los Estados Unidos hasta 1964 y en el Reino Unido hasta 1970.

### Fotografía

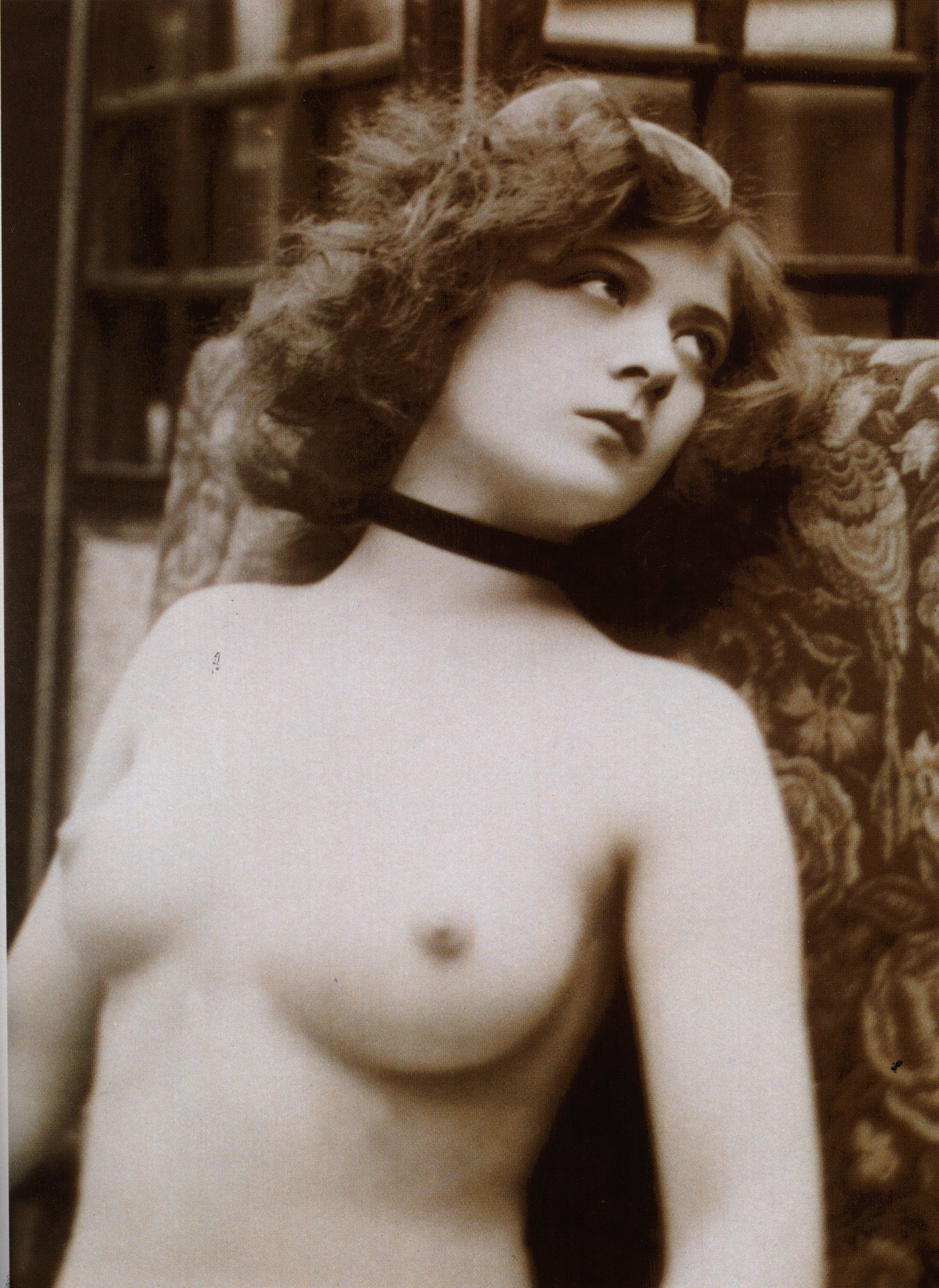
Fotografía de desnudo del.

En 1839 Louis-Jacques-Mandé Daguerre presentó el primer proceso factible de fotografía a la Academia de Ciencias Francesa. A diferencia de los métodos anteriores, sus daguerrotipos tenían una calidad y detalles impresionantes y no se atenuaban con el tiempo. La nueva tecnología no pasó desapercibida para los artistas ansiosos de nuevas formas de representar el cuerpo femenino desnudo. Tradicionalmente, una «academia» (académie) era un estudio desnudo hecho por un pintor para dominar la anatomía femenina o masculina. Cada uno debía ser registrado por el gobierno francés y aprobado antes de poder venderse. Pronto, las fotografías desnudas empezaron a registrarse como academias y comercializarse como ayudas para los pintores. Sin embargo, el realismo de una fotografía frente al idealismo de un cuadro hacía que muchas de ellas fuesen intrínsecamente eróticas. En Nude photography, 1840–1920 Peter Marshall señala: «En el clima moral dominante de la época de la invención de la fotografía, las únicas fotografías del cuerpo oficialmente aprobadas eran las destinadas a la producción de estudios artísticos. Muchos de los ejemplos conservados de daguerrotipos no eran claramente de este género, contando con una sensualidad que implica que fueron concebidas como imágenes eróticas o pornográficas.»
Sin embargo, los daguerrotipos no carecían de defectos. La principal dificultad era que solo podían ser reproducidos fotografiando la imagen original, debido a que cada imagen era un original y todo el proceso metálico no usaba negativos. Además, los primeros daguerrotipos tenían un tiempo de exposición de 3 a 15 minutos, haciéndolos en cierta forma inviables para los retratos. A diferencia de los dibujos, no podían mostrarse acciones. Las poses que los modelos adoptaban debían mantenerse rígidamente durante largo tiempo. Debido a ello, la imagen pornográfica estándar pasó de las dos o más personas participando en actos sexuales a una mujer solitaria mostrando sus genitales. Dado que una imagen podía costar el salario de una semana, la audiencia de estos desnudos consistía mayoritariamente en artistas y personas de clase alta. La estereoscopía fue inventada en 1838 y se volvió extremadamente popular para los daguerrotipos, incluyendo las imágenes eróticas. Esta tecnología producía un tipo de imagen tridimensional que se adaptaba bastante bien a las imágenes eróticas. Aunque se crearon miles de daguerrotipos eróticos, solo se conservan unos 800, lo que hace que alcancen precios altísimo.
En 1841 William Fox Talbot patentó el calotipo, el primer proceso con negativo que hacía posible la realización de múltiples copias. Esta invención permitía que producir un número casi ilimitado de impresiones a partir de un negativo de cristal. Además, la reducción en los tiempos de exposición hizo posible un auténtico mercado masivo para las imágenes pornográficas. La tecnología fue inmediatamente empleada para reproducir retratos desnudos. París pronto se convirtió en el centro de este negocio. En 1848 solo existían trece estudios fotográficos en París, mientras para 1860 había unos 400. La mayoría de ellos se lucraban vendiendo pornografía ilícita a la masa que podía permitírsela. Las imágenes también se vendían cerca de las estaciones de tren, por parte de vendedores itinerantes y mujeres en las calles que las ocultaban bajo sus ropas. A menudo se producían en series (de cuatro, ocho o doce) y se exportaban al extranjero, principalmente a Inglaterra y los Estados Unidos. Tanto los modelos como los fotógrafos solían ser de clase obrera, y la excusa del posado artístico era cada vez más difícil de justificar. Para 1855 ya no se registraban desnudos fotográficos como academias, y el negocio había pasado a la clandestinidad para escapar a las leyes.

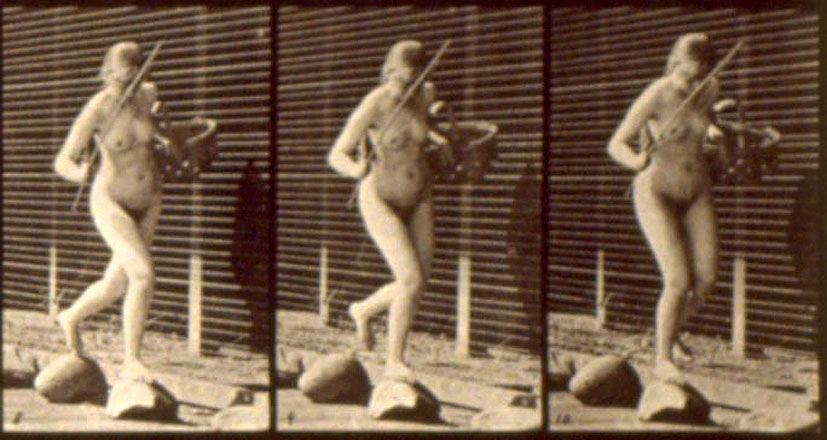
Eadweard Muybridge: mujer caminando con una caña de pescar (detalle).

La tradición pornográfica victoriana en Gran Bretaña tuvo tres elementos principales: fotografías francesas, grabados eróticos (vendidos en tiendas de Holywell Street, una calle londinense desaparecida hace mucho, barrida por Aldwych) y literatura impresa. La capacidad de reproducir fotografías al por mayor fomentó el auge de un nuevo oficio, el comerciante de pornografía. Muchos de estos comerciantes aprovecharon el sistema postal para enviar tarjetas fotográficas en envoltorios simples a sus suscriptores. Así, el desarrollo de un sistema postal internacional fiable facilitó los comienzos del comercio pornográfico. La pornografía victoriana tenía varias características distintivas. Reflejaba un punto de vista muy mecánico de la anatomía humana y sus funciones. La ciencia, la nueva obsesión, se usó para estudiar ostensiblemente el cuerpo humano. Consecuentemente, la sexualidad del modelo era a menudo despersonalizada, apareciendo sin pasión ni ternura. En esta época se hicieron populares las fotografías de mujeres desnudas de etnias exóticas, bajo el paraguas de la ciencia. Estudios de este tipo pueden hallarse en la obra de Eadweard Muybridge, que aunque fotografió a hombres y mujeres, a menudo daba a estos útiles como canastas de mercado y cañas de pescar, haciendo eróticas a tales imágenes de mujeres ligeramente disfrazadas.

## Revistas
En 1880 la impresión de medio tono fue usada para reproducir fotografías económicamente por primera vez. La invención de esta técnica de impresión llevó a la pornografía y el erotismo a nuevas direcciones a principios del siglo XX. Este nuevo proceso permitía reproducir fácilmente imágenes pornográficas en blanco y negro, habiendo estado limitadas las impresiones previas a los grabados para las ilustraciones. Este fue el primer formato que permitió que la pornografía se convirtiese en un fenómeno de masas, siendo ahora más asequible y más fácilmente accesible que todos los anteriores.
Aparecidas primero en Francia, las nuevas revistas incluían fotografías de mujeres desnudas y semidesnudas (a menudo actrices burlescas contratadas como modelos) en la portada y el interior, y aunque actualmente se considerarían softcore (‘blandas’), fueron bastante escandalosas para la época. Estas publicaciones pronto se enmascararon como «revistas de arte» o como revistas celebrando el nuevo culto naturista, con títulos como Photo Bits, Body in Art, Figure Photography, Nude Living y Modern Art for Men. Health and Efficiency, iniciada en 1900, fue una revista naturista típica en Gran Bretaña.
Otra forma pionera de pornografía fueron las historietas conocidas como Biblias de Tijuana que empezaron a aparecer en los Estados Unidos en los años 1920 y perduraron hasta el comienzo de la publicación de revistas fotográficas a color para hombres. Se trataba de escenas vulgares dibujadas a mano usando frecuentemente personajes populares de los dibujos animados y la cultura.

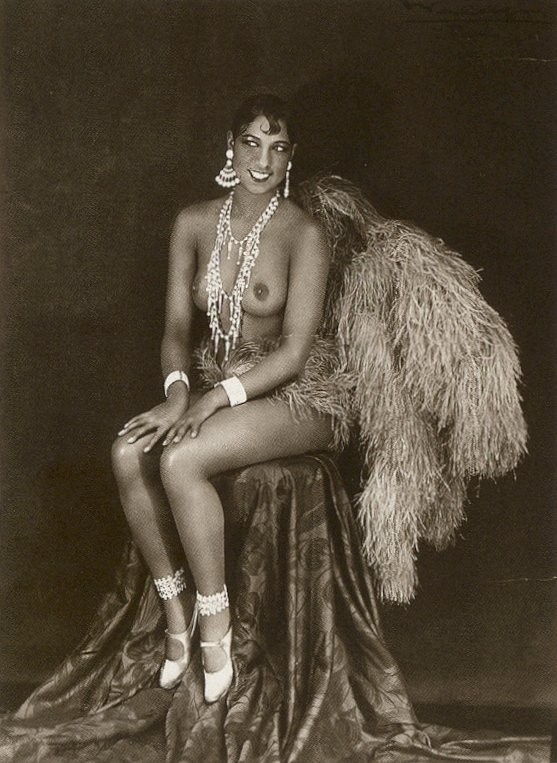
Joséphine Baker.

En los años 1940 se acuñó la palabra pin-up para describir las imágenes recortadas de las revistas y calendarios para hombres y clavadas con chinchetas (pinned up) a la pared por los soldados estadounidenses en la Segunda Guerra Mundial. Mientras las imágenes de esta década se centraban principalmente en las piernas, para los años 1950 el énfasis cambió a los pechos. Betty Grable y Marilyn Monroe fueron dos de las modelos pin-up más populares. En los años 1950 la pornografía evolucionó a revistas masculinas como Playboy y Modern Man. De hecho, puede decirse que el comienzo de las revistas pornográficas modernas fue la compra por Hugh Hefner en 1953 de una fotografía de Marilyn Monroe para usarla como póster central de su nueva revista Playboy. Pronto, este tipo de revista fue el principal medio en el que se consumía pornografía.
Estas revistas incluían mujeres desnudas o semidesnudas, a veces aparentemente masturbándose, si bien no se mostraban sus genitales ni su vello púbico. Penthouse, fundada por Bob Guccione en Inglaterra en 1965, adoptó una política diferente. En ella las mujeres miraban indirectamente a la cámara, como si fuesen a emprender un idilio privado. Este cambio de énfasis influyó en las representaciones eróticas de mujeres. Penthouse fue también la primera revista en publicar fotografías en las que se mostraba vello púbico y desnudos integrales, considerados ambos en la época más allá de los límites del erotismo y en el ámbito de la pornografía. A finales de los años 1960 las revistas empezaron a incluir imágenes más explícitas, centrándose a menudo en las nalgas como estándar de lo que podía representarse legalmente y lo que los lectores querían ver cambiar. Para los años 1970, se centraron en la zona púbica y finalmente, en los años 1990, incluyeron penetraciones, lesbianismo y homosexualidad, sexo en grupo, masturbaciones y fetichismo en las revistas más hardcore (‘duras’) como Hustler.
Pronto se crearon revistas para todos los gustos y fetiches gracias al bajo coste de producción. Las revistas para la comunidad gay florecieron, siendo la más notable y una de las primeras Physique Pictorial, iniciada en 1951 por Bob Mizer, que también fue usada para vender los servicios de modelos masculinos, las fotografías de desnudos masculinos eran producidas por la empresa Athletic Model Guild. Fue publicada en blanco y negro, resultando innovadora por su uso de la utilería y los disfraces para representar a iconos gays tales como cowboys, gladiadores y marineros.

## Películas

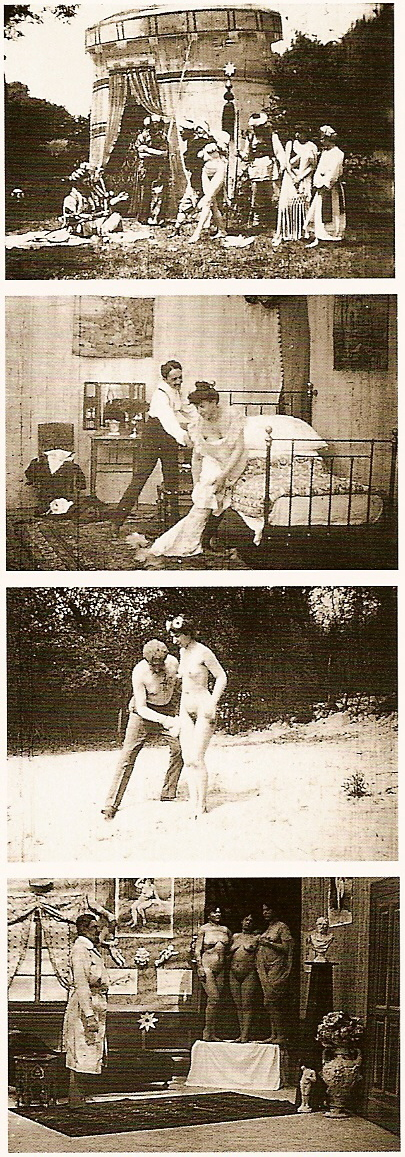
Imágenes de una de las primeras películas eróticas austriacas de Johann Schwarzer

El siguiente avance tecnológico que afectó la forma en que la gente veía representaciones eróticas fue la invención de la cinematografía. William Dickson, un empleado de Thomas Edison, inventó la primera película de celuloide factible para esta aplicación y decidió un tamaño de 35 mm, estándar que aún se usa. Entonces trabajó hasta lograr el quinetoscopio, una máquina que mostraba a través de una mirilla un bucle continuo de película iluminada por una fuente de luz de Edison. Este fue el predecesor del proyector cinematográfico.
Dickson abandonó el empleo de Edison y creó su propia compañía para producir el mutoscopio, una máquina a manivela que mostraba películas por una mirilla. Estas máquinas generaban imágenes en movimiento gracias a un tambor giratorio de tarjetas de ilustraciones, tomadas de un trozo de película. A menudo se exhibieron en localizaciones playeras, habitualmente mostrando secuencias de mujeres desnudándose o actuando como modelo artístico. En Gran Bretaña fueron primero conocidas como máquinas What the Butler Saw (‘lo que vio el mayordomo’), adoptando el nombre de uno de los primeros y más famosos carretes softcore.
La idea de proyectar una película cinematográfica en una pantalla frente a una audiencia fue una invención europea. En 1895 Robert W. Paul y los hermanos Lumière efectuaron sus primeras exhibiciones públicas del proyector cinematográfico. Las películas pornográficas se produjeron casi inmediatamente después de que se inventase el medio. Dos de los primeros pioneros fueron Eugène Pirou y Albert Kirchner (si bien éste es recordado principalmente por los historiadores del cine como el primero en producir una película sobre la vida de Cristo, la Passion du Christ), quien dirigió la primera película pornográfica conservada para Pirou bajo el nombre artístico de «Léar». La película de 1896, Le Coucher de la Marie, mostraba a la señora Louise Willy realizando un estriptis. La película de Pirou inspiró un género de películas francesas subidas de tono mostrando a mujeres denudándose cuando otros productores advirtieron los beneficios que podían lograr.
Debido a que Piroe es casi desconocido como productor de cine pornográfico, suele acreditarse a otras películas como iniciadoras del género. Según el libro Film Facts de Patrick Robertson «la primera película pornográfica que puede fecharse definitivamente es A L'Ecu d'Or ou la bonne auberge» producida en Francia en 1908, y cuya trama muestra a un cansado soldado que tiene una aventura con una sirviente en una posada. La argentina El Satario puede ser incluso más antigua, habiéndose fechado entre 1907 y 1912. Robertson también señala que «las películas pornográficas más antiguas conservadas forman parte de la Colección Kinsey de América». Una de ellas demuestra cuán pronto se establecieron las convenciones pornográficas. La alemana Am Abend (1910) es «una película de diez minutos que comienza con una mujer masturbándose sola en su dormitorio, siguiendo escenas en las que practica el coito, una felación y una penetración anal con un hombre.»
Pronto estas películas, llamadas ilegales, guarras o verdes, como se les llamaron, fueron producidas clandestinamente por aficionados durante muchos años desde la 1940. Procesar la película exigía gran cantidad de tiempo y recursos, lo que llevó a alguna gente a usar sus propias bañeras para lavar el negativo cuando las instalaciones de revelado (a menudo relacionadas con el crimen organizado) no estaban disponibles. Las películas circulaban entonces privadamente o mediante vendedores ambulantes, pero ser sorprendidos viendo o en posesión de alguna acarreaba el riesgo de terminar en prisión.
La posguerra trajo desarrollo que estimularon aún más el crecimiento del mercado pornográfico. Los desarrollos tecnológicos, especialmente la introducción de equipos de 8 mm y Super 8, provocaron en la difusión masiva de la cinematografía pornográfica amateur, surgiendo entonces empresas para abastecer este mercado. En Gran Bretaña las producciones de Harrison Marks eran softcore, pero consideradas subidas de tono en los años 1950. En el continente estas películas eran más explícitas. Lasse Braun fue un pionero de las producciones a color de calidad que fueron originalmente distribuidas gracias a los privilegios diplomáticos de su padre. La pornografía fue legalizada en los Países Bajos en 1969, lo que llevó a una explosión de la producción comercial. Ahora que ser pornógrafo era una ocupación legítima, no hubo escasez de inversores para financiar los medios técnicos necesarios para elaborar un producto masivo y barato, pero de calidad. Grandes cantidades de esta nueva pornografía, tanto revistas como películas, fueron introducidas de contrabando en otros países europeos, donde se vendían «bajo el mostrador» o exhibidas a veces en cineclubes «sólo para socios».
Suele considerarse que la primera película explícitamente pornográfica con una trama que fue estrenada al público en los cines estadounidenses es Mona (también conocida como Mona the Virgin Nymph, ‘'Mona la ninfa virgen’'), una producción de 1970 de 59 minutos dirigida por Bill Osco y Howard Ziehm, quienes a continuación crearon la película de culto de presupuesto relativamente alto hardcore/softcore (según el montaje) Flesh Gordon. La película de 1971 Boys in the Sand supuso varias primicias pornográficas. Como primera película pornográfica gay ampliamente disponible, fue la primera en incluir créditos para su reparto y equipo técnico (si bien gran parte de ellos bajo pseudónimos), en parodiar el título de una película convencional (en este caso, The Boys in the Band) y en recibir una crítica del The New York Times. En 1972 las películas pornográficas alcanzaron su punto de mayor notoriedad en Estados Unidos con Garganta profunda y Tras la puerta verde logrando la aprobación del público y convirtiéndose en fenómenos sociales. Les siguió en 1973 The Devil in Miss Jones, lo que llevó a muchos a predecir que las exhibiciones públicas de películas sexuales pronto serían corrientes, pero la cultura pronto se desplazó hacia una postura más conservadora y esto no llegó a suceder. William Rotsler afirmó en 1973 que «las películas eróticas han venido para quedarse. Terminarán simplemente por mezclarse con las películas convencionales y desaparecerán como subgénero clasificado. Nada puede detener esto.» Sin embargo, en Gran Bretaña Garganta profunda estuvo prohibida en su montaje original hasta 2000 y no se exhibió públicamente hasta junio de 2005.

## Vídeo y reproducciones digitales

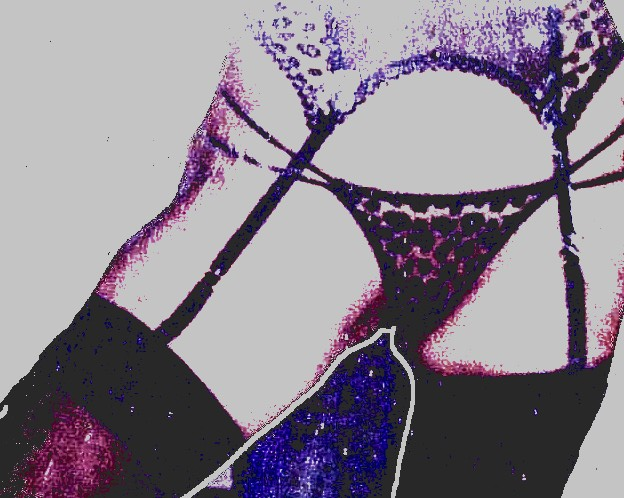
Fotografía erótica manipulada digitalmente.

Para 1982 la mayoría de las películas pornográficas se producían en las más económicas y prácticas cintas de vídeo. Muchos directores se resistieron a este cambio al principio por la calidad de imagen producida por este medio, pero los que cambiaron pronto estuvieron recaudando la mayoría de los beneficios de la industria debido a que los consumidores preferían abrumadoramente el nuevo formato. El cambio tecnológico sucedió rápida y completamente cuando los directores advirtieron que seguir rodando en película ya no era una opción rentable. Este cambio sacó a las películas de las salas de cine para introducirlas en los hogares, suponiendo el fin de la época de las producciones de grandes presupuestos y la generalización de la pornografía. El género volvió pronto a sus raíces mundanas y se amplió para cubrir cada fetiche posible, dado que rodar era ahora muy barato. La producción anual pasó de cientos a miles de películas, incluyendo las recopilaciones de escenas de sexo publicadas en otros vídeos.
Los CD-ROMs eróticos se hicieron populares a finales de los años 1980 y principios de los 1990 gracias a incorporar el innovador elemento de la interactividad y la fantasía. Sin embargo, su mala calidad era un inconveniente, por lo que cuando Internet se popularizó sus ventas declinaron. Aproximadamente al mismo tiempo que la revolución del vídeo, Internet se hizo la fuente predilecta de pornografía para mucha gente, al ofrecer privacidad en el visionado al mismo tiempo que la oportunidad de interactuar con otra gente. El reciente influjo de una tecnología tan ampliamente disponible como las cámaras digitales, tanto de vídeo como fotográficas, ha difuminado las fronteras entre el cine erótico, la fotografía y las producciones profesionales y amateur. Existe un fácil acceso a ambos formatos, haciendo su producción muy fácilmente realizable por cualquier con acceso a un equipo. Gran parte de la pornografía actualmente disponible es producida por aficionados. El formato digital es revolucionario porque permite a los fotógrafos y directores de cine manipular las imágenes en formas antes imposibles, realzando el dramatismo o erotismo de una obra.
La creciente popularización de la regla 34 desde finales de los 2000 provocó una explosión en el contenido pornográfico en línea, con millones de dibujos siendo albergados en distintos sitios web. No solo ahora todo fetiche puede ser satisfecho, sino que también, por la accesibilidad del Internet y la sexualización de personajes juveniles/infantiles, los jóvenes y niños están mucho más fácilmente expuestos a este tipo de contenido.